# Sportowe ratownictwo wodne na Światowych Wojskowych Igrzyskach Sportowych 2019 – ratowanie manekina na 50 m mężczyzn
Ratowanie manekina na 50 m mężczyzn – jedna z konkurencji sportowego ratownictwa wodnego rozgrywanych podczas Światowych Wojskowych Igrzysk Sportowych 2019 w chińskim Wuhan. 
Eliminacje i finał rozegrane zostały w dniu 20 października 2019 roku na pływalni Wuhan Five Rings Sports Center Natatorium. Złoty medal zdobył Polak Wojciech Kotowski z czasem 29,94 min, ustanawiając rekord Igrzysk wojskowych. Srebro zdobył Hubert Nakielski.

## Rekordy
Przed  igrzyskami wojskowymi 2019 obowiązywały następujące rekordy:
| Rekord świata             | Danny Wieck       | 27,27 | Wrocław | 22 lipca 2017        |
| Rekord igrzysk wojskowych | Wojciech Kotowski | 29,94 | Wuhan   | 20 października 2019 |

## Terminarz
| Data                 | Godzina (UTC+8) | Wydarzenie             |
| -------------------- | --------------- | ---------------------- |
| 20 października 2019 | 9:10            | Wyścigi kwalifikacyjne |
| 20 października 2019 | 19:05           | Finał                  |

## Wyniki

### Kwalifikacje

#### Wyścig 1
| Poz. | Imię i nazwisko    | Narodowość | Tor | Reakcja | Wynik | Uwagi | Kwal. |
| ---- | ------------------ | ---------- | --- | ------- | ----- | ----- | ----- |
| 1    | Ling Huanan        | Chiny      | 4   | 0,68    | 31,44 |       | Q     |
| 2    | Behshad Alizadeh   | Iran       | 6   | 0,73    | 33,25 |       |       |
| 3    | Rick de Greef      | Holandia   | 1   | 0,71    | 33.53 |       |       |
| 4    | Carl Anton Dalljo  | Niemcy     | 3   | 0,72    | 34,38 |       |       |
| 5    | Kevin Sepp Schuler | Szwajcaria | 2   | 0,77    | 35,59 |       |       |
| 6    | Nick Alink         | Holandia   | 8   | 0,74    | 36,00 |       |       |
| 7    | Garcia Trigo       | Hiszpania  | 5   | 0,86    | 36,17 |       |       |
| 8    | Max Petersson      | Szwecja    | 7   | 0,83    | 39,04 |       |       |

Źródło:

#### Wyścig 2
| Poz. | Imię i nazwisko      | Narodowość | Tor | Reakcja | Wynik | Uwagi | Kwal. |
| ---- | -------------------- | ---------- | --- | ------- | ----- | ----- | ----- |
| 1    | Guilherme Rosolen    | Brazylia   | 8   | 0,72    | 30,70 |       | Q     |
| 2    | Niu Yujie            | Chiny      | 4   | 0,74    | 31,04 |       | Q     |
| 3    | Amedeo Cesarano      | Włochy     | 3   | 0,66    | 31,80 |       | Q     |
| 4    | Nikolai Poturaev     | Rosja      | 3   | 0,68    | 31,94 |       | Q     |
| 5    | Toribio Miguel Lopez | Hiszpania  | 5   | 0,67    | 32,45 |       | R     |
| 6    | Diego Giuglar        | Włochy     | 6   | 0,70    | 32,50 |       |       |
| 7    | Douglas Young        | Kanada     | 7   | 0,73    | 34,94 |       |       |
| 8    | Cyrill Albus         | Szwajcaria | 2   | 0,66    | 36,01 |       |       |

Źródło:

#### Wyścig 3
| Poz. | Imię i nazwisko      | Narodowość | Tor | Reakcja | Wynik  | Uwagi | Kwal. |
| ---- | -------------------- | ---------- | --- | ------- | ------ | ----- | ----- |
| 1    | Wojciech Kotowski    | Polska     | 4   | 0,66    | 30,69  |       | Q     |
| 2    | Hubert Nakielski     | Polska     | 5   | 0,67    | 31.,09 |       | Q     |
| 3    | Nikolai Skvortsov    | Rosja      | 3   | 0,78    | 31,20  |       | Q     |
| 4    | Guilherme Roth       | Brazylia   | 8   | 0,66    | 32,26  |       | R     |
| 5    | Zachary Keith Zeiler | Kanada     | 2   | 0,68    | 33,01  |       |       |
| 6    | Pedram Maldarghasri  | Iran       | 6   | 0,69    | 34,46  |       |       |
| 7    | Herrera Escallon     | Kolumbia   | 7   | 1,21    | 39,26  |       |       |
| 8    | Viktor Maansson      | Szwecja    | 1   | 0,86    | 41,35  |       |       |

Źródło:

### Finał
| Poz.   | Imię i nazwisko   | Narodowość | Tor | Reakcja | Wynik | Uwagi |
| ------ | ----------------- | ---------- | --- | ------- | ----- | ----- |
| złoto  | Wojciech Kotowski | Polska     | 4   | 0,66    | 29,94 | CR    |
| srebro | Hubert Nakielski  | Polska     | 6   | 0,67    | 30,34 |       |
| brąz   | Guilherme Rosolen | Brazylia   | 5   | 0,64    | 30,37 |       |
| 4      | Ling Huanan       | Chiny      | 7   | 0,68    | 30,75 |       |
| 5      | Niu Yujie         | Chiny      | 3   | 0,67    | 30,89 |       |
| 6      | Amedeo Cesarano   | Włochy     | 1   | 0,64    | 31,14 |       |
| 7      | Nikolai Skvortsov | Rosja      | 2   | 0,76    | 31,72 |       |
| 8      | Nikolai Poturaev  | Rosja      | 8   | 0,68    | 31,96 |       |

Źródło: